# Asalha Puja

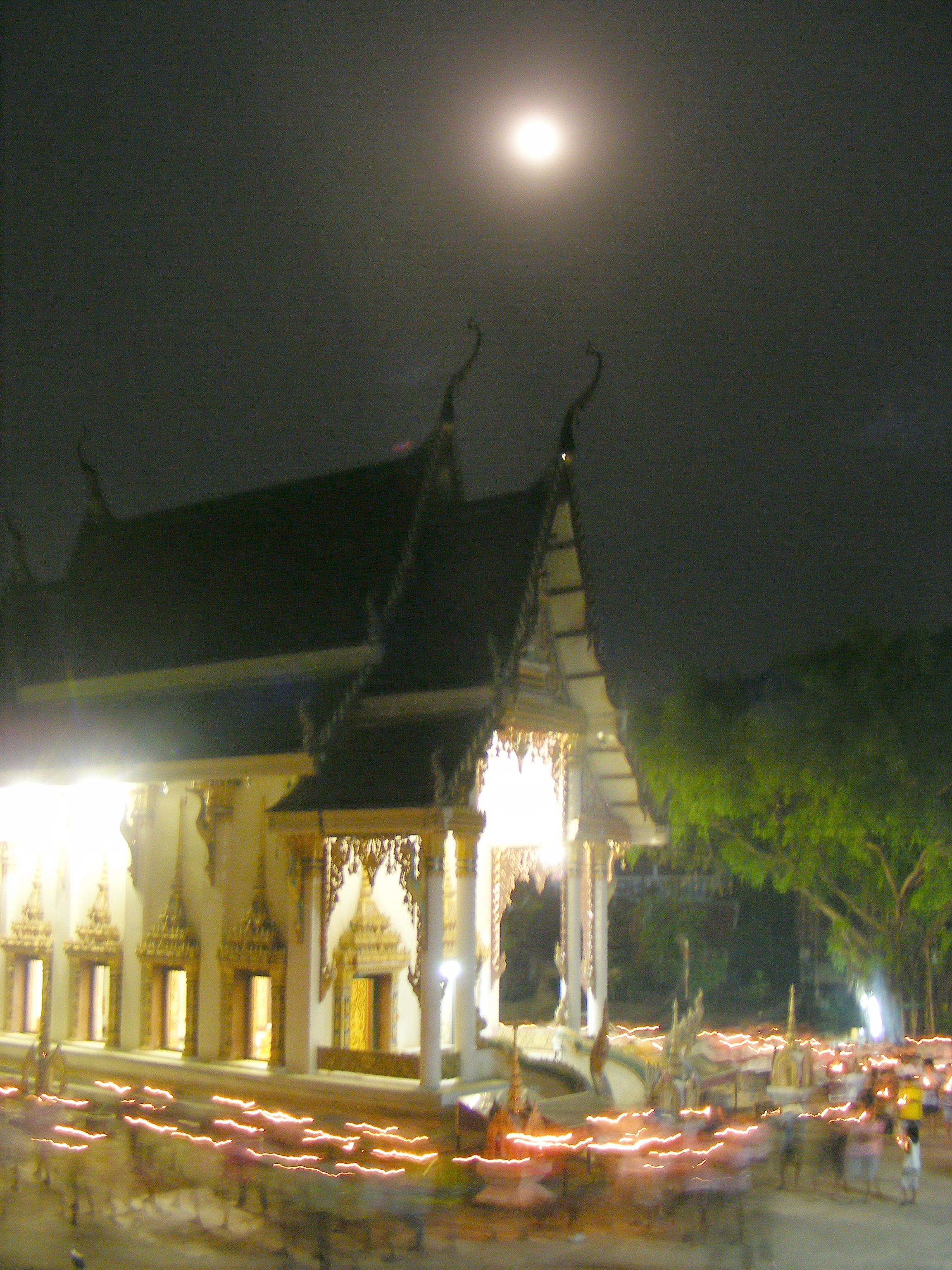
Asalha Puja in Thailand

Asalha Puja (in Thailand auch Asanha Bucha umschrieben) ist eines der wichtigsten buddhistischen Feste und wird oft(?) in Form einer Puja abgehalten. Es wird begangen an einem Uposatha, also einem Tag des Vollmonds im achten Monat (entspricht in der Regel unserem Juli) des Lunisolarkalenders.
Das Fest erinnert an die erste Rede des Buddha vor seiner Gefolgschaft im Hirschpark von Sarnath bei Varanasi (heute Benares), nachdem er erleuchtet worden war. In dieser Rede finden sich bereits alle Grundgedanken des Buddhismus. Hier spricht Buddha vom Rad der Lehre (Dhamma-Rad) und von den vier edlen Wahrheiten:
1. Wahrheit vom Leiden (Dukkha Sacca).
2. Wahrheit von der Ursache des Leidens (Samudaya Sacca).
3. Wahrheit vom Ende des Leidens (Nirodha Sacca).
4. Wahrheit vom Weg zum Ende des Leidens (Magga Sacca).

Das Ziel der buddhistischen Lehre ist die Aufstellung von Kriterien, die eine Unterscheidung zwischen richtig und falsch erlauben. Fähigkeiten, die auf dieses Ziel hinführen, sind wertvoll. Fähigkeiten und Gedanken, die von diesem Ziel wegführen, sind schädlich.
Buddha sagt in dieser Rede, dass er vorher von diesen Wahrheiten noch nichts gehört habe. Er sei als „Buddha“ von selbst erleuchtet worden. Seine Zuhörer gelangen erst durch ihn zu Erkenntnissen, die eine spätere Erleuchtung ermöglichen können.